# Wrona alaskańska
Wrona alaskańska (Corvus brachyrhynchos caurinus) – podgatunek wrony amerykańskiej (Corvus brachyrhynchos) – ptaka z rodziny krukowatych (Corvidae). Takson o niepewnej pozycji systematycznej, dawniej był uznawany za osobny gatunek (i przez niektórych autorów nadal tak jest traktowany), niekiedy jest synonimizowany z wroną amerykańską.
To w całości czarny rdzenny ptak północno-zachodniej części Ameryki Północnej (poza okresem pierzenia się). Bardzo przypomina inne rozpowszechnione szeroko zachodnie formy wrony amerykańskiej, ale przeważnie osobniki są nieco mniejsze i mają proporcjonalnie mniejsze nogi oraz nieco bardziej wysmukły dziób.

## Systematyka
Takson ten został opisany przez Spencera Fullertona Bairda w 1858 roku jako osobny gatunek Corvus caurinus. Jako miejsce typowe autor wskazał Terytorium Waszyngtonu i północno-zachodnie wybrzeże, co później uściślono na Fort Steilacoom w stanie Waszyngton.
Badania przeprowadzone w 2020 roku przez Slagera i współpracowników wykazały, że takson ten nie jest odrębnym gatunkiem tylko młodszym synonimem podgatunku wrony amerykańskiej C. brachyrhynchos brachyrhynchos. Zmianę tę jeszcze w tym samym roku zaakceptował North American Classification Committee (NACC). Międzynarodowy Komitet Ornitologiczny obecnie (2023) uznaje wronę alaskańską za podgatunek wrony amerykańskiej – C. brachyrhynchos caurinus, podobnie jest ona klasyfikowana na Clements Checklist of Birds of the World. Na wykorzystywanej przez IUCN liście ptaków świata opracowywanej we współpracy BirdLife International z autorami Handbook of the Birds of the World takson ten nadal klasyfikowany jest jako osobny gatunek.

## Morfologia
Długość ciała 42–45 cm; masa ciała: samce 378–458 g, samice 340–392 g.
Ubarwienie wrony alaskańskiej właściwie nie różni się od identycznej pod tym względem wrony amerykańskiej. Przynależność do konkretnego taksonu rozpoznaje się w trakcie trzymania ptaka w ręku i rozpoznania następujących cech: krótszych skrzydeł i ogona, krótszego skoku i mniejszego dzioba. Gdy znana jest płeć, łatwiej jest zidentyfikować wronę. Podobnie jak w przypadku wrony amerykańskiej, obie płci wyglądają podobnie. Starsze osobniki w trakcie sezonu godowego mogą być oznaczone z całą pewnością po cechach widocznych przy trzymaniu wrony alaskańskiej w ręku, takich jak zgrubienia kloaczne (u samców) lub plamy lęgowe (samice). Młodsze ptaki mogą jeszcze nie ujawnić oznak typowych dla osobników w trakcie godów, ponieważ mogą jedynie pomagać w budowie gniazda.

## Występowanie
Wrona alaskańska zasiedla przybrzeżne regiony i wyspy leżące blisko stałego lądu w południowej Alasce. Południowa granica areału przebiega przez Kolumbię Brytyjską i stan Waszyngton w USA. Główne żerowiska znajdują się na plażach i wzdłuż linii brzegowej. Widuje się też ją wokół terenów zurbanizowanych.

## Zachowanie

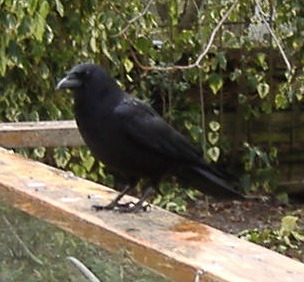
Wrona oczekująca na więcej pokarmu

### Dieta
Żywi się bardzo podobnie do wrony rybożernej. Północno-zachodnie wrony jedzą ryby wyłowione na mieliźnie, małże (w tym omułki), kraby. Poszukuje jednak też pojemników na śmieci, z których wybiera odpowiednie resztki pożywienia. Widywano te wrony wzlatujące w powietrze z omułkami i zrzucającymi je z wysokości na twarde podłoże, aby po rozbiciu otworzyła się zawartość muszli. Oprócz tego regularnie chwyta owady i inne bezkręgowce oraz zbiera różne owoce (preferuje jagody). Zdarza się jej plądrować gniazda innych ptaków, z których wykrada jaja i pisklęta. Potrafi brać pożywienie z ręki człowieka i pamięta osoby, które w ten czy inny sposób pozbywają się pokarmu. Zaobserwowano też zwyczaj moczenia przez te wrony kawałków chleba w wodzie.

### Drapieżniki
Wśród wielu zwierząt, które zagrażają wronom alaskańskim, do najczęstszych należą koty, szopy pracze, ptaki drapieżne i kruki. Aby je przegonić, wrony zbierają się w większe grupy.

### Gniazdowanie

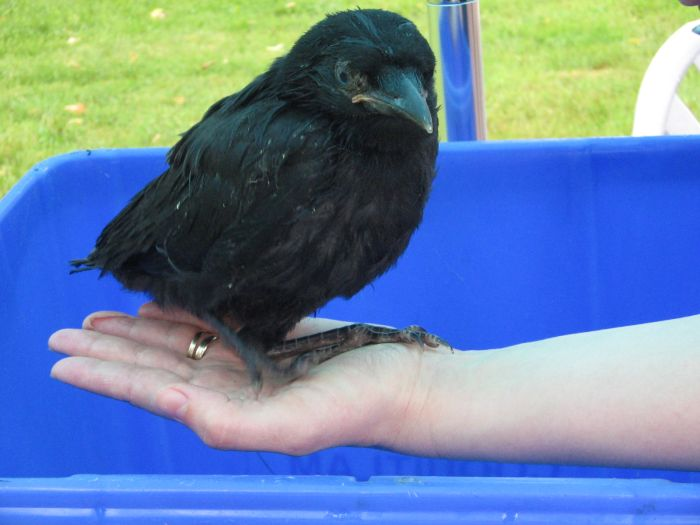
Opierzone młode, które zleciało z drzewa

Przeważnie gniazduje osobno, ale czasami buduje gniazda w towarzystwie z paroma innymi osobnikami, tworząc małe, luźne kolonie wydające na świat potomstwo na drzewach lub rzadziej na większych krzewach. Bardzo rzadko gnieździ się na klifach w tamtejszych niszach lub nawet bezpośrednio na ziemi w ustronnych miejscach, pod warunkiem, że występują tam skalne nawisy zapewniające schronienie. Typowe lęgowisko wrony alaskańskiej zawiera 4–5 jaj.

### Głos
Wydaje bardzo różne dźwięki i zawołania, ale najczęściej jej odgłosy przypominają wysokie „kooł” i wystrzelony z butelki korek. W locie wydaje „łok łok łok”, jeśli pozostaje w tyle za grupą. Słyszano też przeróżne formy stukotów i mechanicznych dźwięków grzechotki.

## Status
IUCN uznaje wronę alaskańską za gatunek najmniejszej troski (LC – Least Concern). Trend liczebności populacji uznawany jest za wzrostowy.